# Allen Bay
Die Allen Bay ist eine 800 m breite, halbkreisförmige Bucht an der Nordküste Südgeorgiens. Sie liegt 1,5 km westnordwestlich des Larsen Point im nördlichen Teil der Cumberland West Bay.
Kartiert wurde sie 1926 von Wissenschaftlern der britischen Discovery Investigations. Diese benannten sie nach Harold Tuckwell Allen (1879–1950), Sekretär des Colonial Service und Mitglied des Discovery Committee.